# Murcia (Negros Occidental)
Murcia ist eine Gemeinde in der Provinz Negros Occidental auf der Insel Negros auf den Philippinen. Sie hat 81.286 Einwohner (Zensus 1. August 2015), die in 23 Barangays leben. Sie gehört zur ersten Einkommensklasse der Gemeinden auf den Philippinen und wird als partiell urbanisiert beschrieben.
Sie liegt ca. 17 km westlich von Bacolod City. Die Reisezeit beträgt ca. 20 Minuten mit dem Bus, Jeepney oder mit dem Auto. Ihre Nachbargemeinden sind Talisay City, Silay City im Norden, San Carlos City, Don Salvador Benedicto im Osten, Bago City im Süden und im Westen grenzt die Gemeinde an Bacolod City. Die Topographie der Gemeinde wird als hügelig bis gebirgig beschrieben.
Das Mambukal Resort befindet sich auf dem Gemeindegebiet und ist bekannt für seine Schwefelquellen, die für therapeutische Zwecke verwendet werden. Auf dem Gebiet des Resorts finden sich auch einige Wasserfälle, es gilt als wichtigste touristische Attraktion.

## Barangays
| - Abo-abo - Alegria - Amayco - Zone I (Pob.) - Zone II (Pob.) - Zone III (Pob.) - Zone IV (Pob.) - Zone V (Pob.) - Blumentritt - Buenavista | - Caliban - Canlandog - Cansilayan - Damsite - Iglau-an - Lopez Jaena - Minoyan - Pandanon - San Miguel - Santa Cruz | - Santa Rosa - Salvacion - Talotog |